# Szádvári Gabriella
Szádvári Gabriella szül. Lükő Gabriella (Budapest, 1953. augusztus 20. – Budapest, 2005. november 1.) magyar televíziós bemondó, műsorvezető. 1975 és 1981 között a Magyar Televízió népszerű bemondónője volt.

## 1968-72: gimnáziumi sikerek
Az Óbudai Árpád Gimnáziumban szépkiejtési és szavalóversenyeket nyert.

## 1972-81: országos sztár
1972-ben a Színművészeti Főiskola felvételijén az utolsó fordulón esett ki, ezért az akkori szokás szerint a Magyar Televízióhoz került, ahol először vágóként dolgozott, majd legkésőbb 1975-ben bemondó lett. Talán az egyik legszebben beszélő televíziós volt, korábban Kazinczy-díjat is kapott.
Nyilatkozatai szerint otthon rendszeresen gyakorolt: hangosan olvasott. Óriási népszerűségnek örvendett, igazi sztár volt, rajongói levelek árasztották el, magazinok címlapjait borították fotói. Férje ebben az időszakban Rózsa György televíziós szerkesztő-műsorvezető volt. Nemcsak bemondóként dolgozott, rendezvények, koncertek műsorvezetője volt, verset mondott, sőt, énekelt is a Kati és a Kerek Perec együttes „Jókedvű nap” c. tévéműsorában 1978. június 17-én.

## 1981-85: zuhanás a mélybe
A legutolsó időszak, amikor tévéműsorokban, újságcikkekben olvasni lehet a nevét, 1981 februárja. Ezért valószínűleg ekkor történhetett, hogy ruhaeltulajdonításon érték egy üzletben, aminek híre az egész országban elterjedt, ezért a képernyőről rögtön eltávolították. Épp az eset előtt kapott egy külön a számára írt sanzont is, de ennek feléneklésére már nem került sor. 
Később szerkesztőként, kulturális szervezőként dolgozott a háttérben. Valószínűleg a kellemetlen eset volt az oka, hogy 1981 februárjában beszervezték titkos ügynöknek. Feladatát azonban nem tudta ellátni, ezért a következő évben törölték.

## 1986-92: újságcikkek, új munkák
1986-ban nyíltan beszélt a korábban történtekről a Szegő András számára a Képes 7 c. magazinnak. Ebben a cikkben 35 évesnek mondja magát, ami ellentmond a beszervezési kartonon szereplő születési dátumának, hiszen ekkor még csak 32 éves volt, elképzelhető, hogy elhallás vagy más tévedés történhetett. 1986-87-ben kazettán megjelent hangoskönyvek felolvasásában közreműködött. 1988-ban a Szabad Földben jelent meg egy újságcikk, melyben a futásról beszél. Az egykori újságok szerint ebben az időben (pl. 1989-ben) is vállalt műsorvezetést különféle nyilvános rendezvényeken.

## 1993: „kis” visszatérés
1993-ban egyszer pár percre a képernyőre is visszatért a Vasárnapi turmix c. műsorban, ahol telefonos játékot vezetett, és ekkor Szegő András ismét készített vele a Kurír c. újságban egy  interjút, „Vissza a tévébe” címmel. Ott nyilatkozta, hogy az öngyilkosság már korábban foglalkoztatta, a gyógyszerek is elő voltak készítve.

## 1993–2005
A visszatérés beharangozása ellenére soha többé soha nem került vissza a képernyőre. A Magyar Televízió szerkesztőjeként 1994-96 körül dolgozott utoljára, később színházban is volt háttérmunkája. Élete tragikus véget ért.

## Az állambiztonságban játszott szerepe
Dr. Ilkei Csaba Televíziósok, rádiósok és az állambiztonság című könyve szerint Rózsa Györgyné Szádvári (Lükő) Gabriella bemondót gimnáziumi érettségivel 1981. március 12-én szervezete be Anhalt Róbert „Lukács” fedőnéven, hazafias alapon kulturális területre. Ehelyett azonban főként az MTV Kereskedelmi és Propaganda Irodáján dolgozókról és az általuk foglalkoztatott külsősök keresetéről jelentett. Üres és naiv jelentései miatt 1982. július 6-án már törölték a hálózatból.